# Слива Роман Сергійович
Роман Сергійович Слива (23 вересня 2000, Рівне, Україна) — український футболіст, лівий захисник клубу «Нива» (Тернопіль).

## Клубна кар'єра
Народився в Рівному, вихованець молодіжної академії львівських «Карпат».
Дебютував за першу команду «левів» 24 лютого 2018 року в переможному (4:0) виїзному поєдинку 19-о туру Прем'єр-ліги проти полтавської «Ворскли». Роман вийшов на поле на 89-й хвилині, замінивши Олексія Гуцуляка.
У серпні 2022 року, за тиждень до початку чемпіонату в Першій лізі, став гравцем тернопільської «Ниви».

## Кар'єра в збірній
Викликався до складу юнацьких збірних України різних вікових категорій.